# Luta (dopływ Białej Lądeckiej)
Luta – potok górski w Sudetach Wschodnich, w Górach Złotych, w woj. dolnośląskim, prawy dopływ Białej Lądeckiej
Górski potok o długości 5,5 km, należący do dorzecza Odry i Morza Bałtyckiego.

## Nazwa
Oficjalna nazwą potoku to Luta, nazywany także Luty Potok czy Lutynia.

## Bieg potoku
Źródła potoku położone są na południowym podszczytowym zboczu góry Borówkowej  na wysokości około 780 m w miejscowości Wrzosówka. W swoim biegu łączy kilka drobnych, bezimiennych potoków powstających z niewielkich źródeł, spływających ze zboczy Gór Złotych. Potok płynie najpierw w kierunku S, a w Lutyni skręca na SW.  Uchodzi do rzeki Biała Lądecka przy zbiegu ulicy Klonowej i Zamenhofa w Lądku-Zdroju.

## Miejscowości, przez które przepływa
- Wrzosówka
- Lutynia
- Lądek-Zdrój

## Galeria

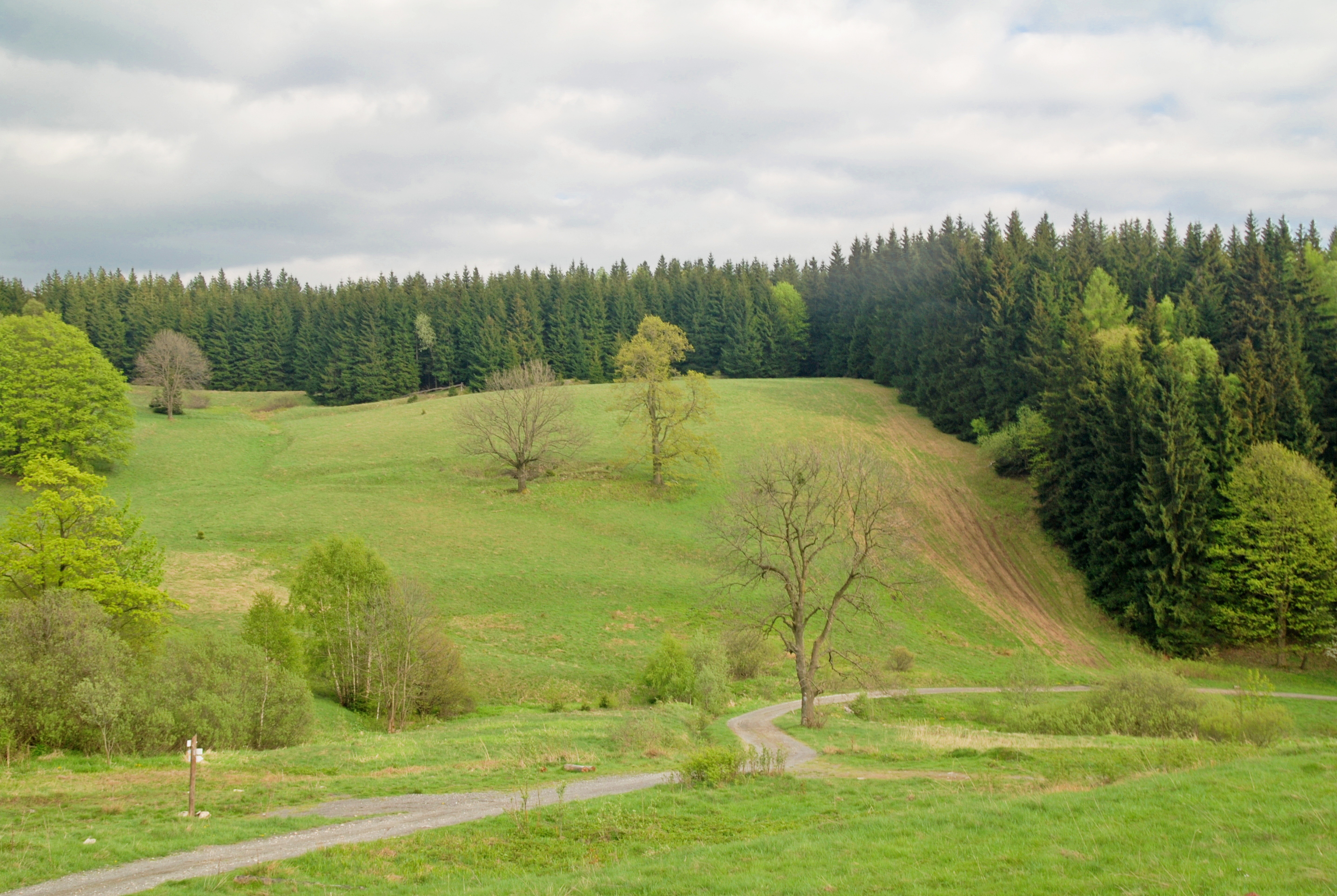
Dolina Luty we Wrzosówce
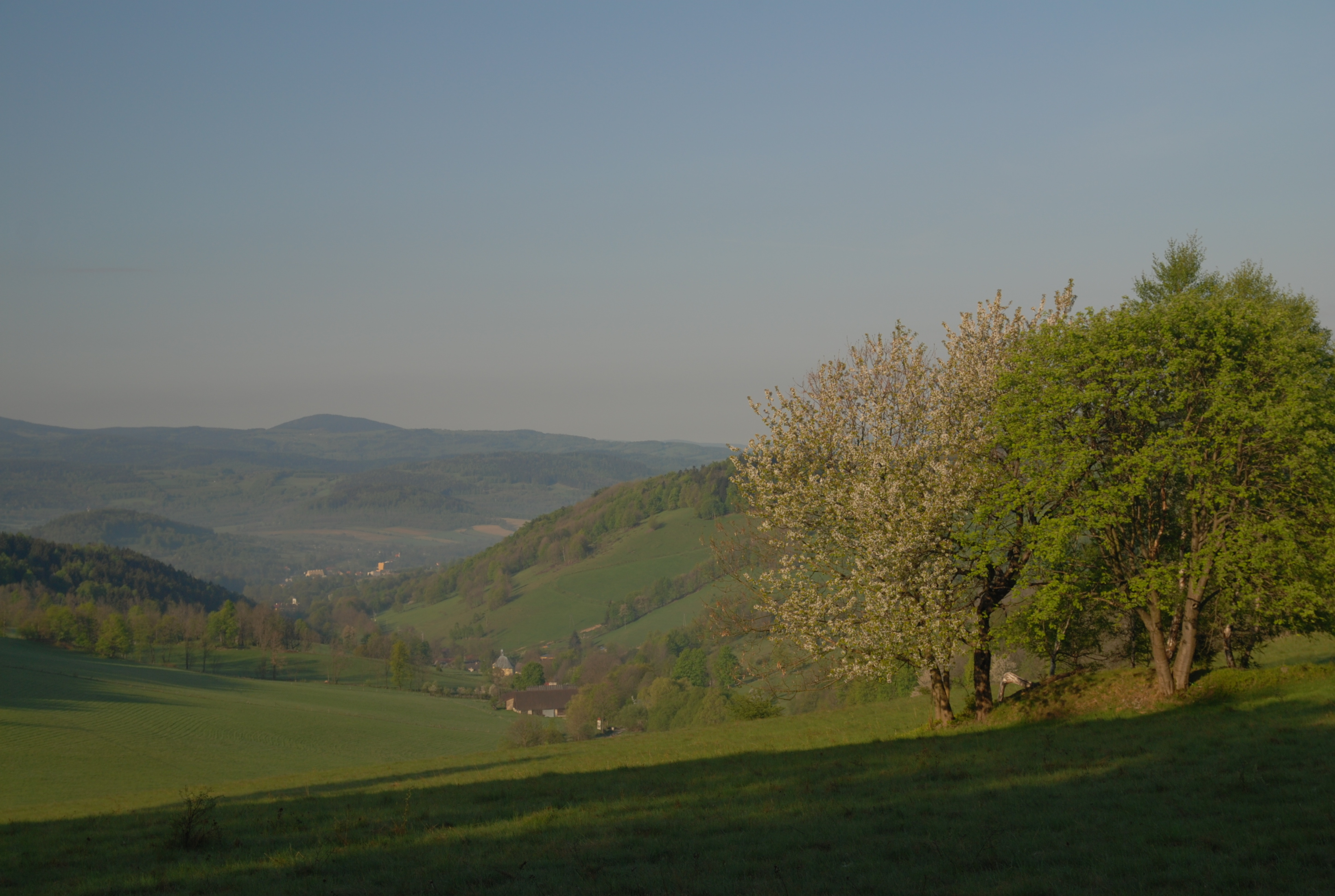
Dolina Luty w Lutyni
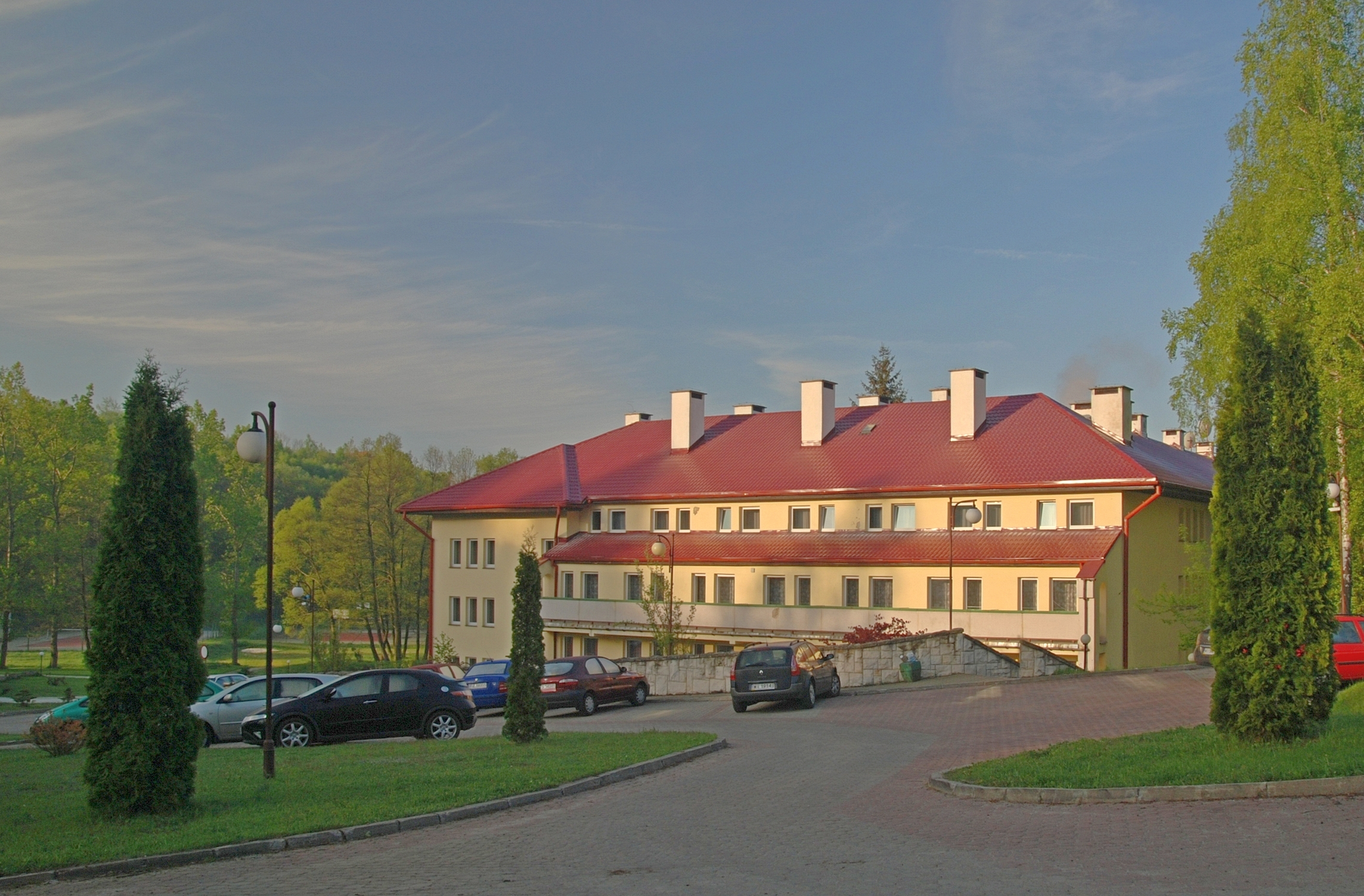
Ośrodek Geovity nad Lutą w Lądku-Zdroju